# 凯特琳·克拉克
凯特琳·克拉克（英語：Caitlin Clark，2002年1月22日—），美国女子篮球运动员，司职控球后卫，擅长三分远投，现效力于WNBA球队印第安納狂熱。
凯特琳·克拉克是美国大学女篮的现象级人物，在大学期间共得到3,951分，其亮眼的表现和突出的数据给大学女篮比赛带来了许多观众。效力於爱荷华大学校队時期，打破了由“手枪皮特”皮特·马拉维奇保持长达54年的NCAA史上最高总得分记录（无论男女）和由斯蒂芬·库里保持的NCAA第一级别单赛季最多三分命中记录（无论男女）。在她大四那一年，爱荷华大学除了两场客场比赛外，其他场次的门票均售罄。她大三时打的全国总决赛收视人数达990万。大四时打的全国总决赛收视人数更是达1,870万，比前一年世界大赛和NBA总决赛中的任何一场比赛都多。媒体称此为“凯特琳·克拉克效应”。

## 早年
凯特琳·克拉克出生于艾奥瓦州。在大学招募中，她被评为五星级新生，在当届排名第四。她最终选择为家乡大学——爱荷华大学效力。爱荷华大学当时并非传统强队，在1993年之后就再也没打入过NCAA锦标赛的最终四强。

### 大學時期
在凯特琳·克拉克的带领下，爱荷华大学女篮开始展露锋芒。在2020-21的大一赛季，她带队打入了NCAA锦标赛16强，后被传统强队康涅狄格击败。在2021-22的大二赛季，爱荷华大学女篮止步32强。在2022-23的大三赛季，爱荷华大学女篮打进入NCAA锦标赛总决赛，最终以85-102输给了路易斯安那州立。凯特琳·克拉克在大三赛季包揽了所有主流奖项——美联社年度最佳球员、本田体育奖、约翰·R·伍登奖、奈史密斯学院年度最佳球员、美国篮球作家协会年度最佳球员和韦德奖。
在2023-24的大四赛季，凯特琳·克拉克继续着高水准的发挥。在2024年3月3日击败俄亥俄州立的比赛上，她的NCAA总得分达到3,685分，打破了由男篮球员“手枪皮特”皮特·马拉维奇保持长达54年的NCAA史上最高总得分记录（3,667分）。在2024年3月8日击败宾州州立的比赛中，她投进了当赛季的第163个三分球，打破了由男篮球员斯蒂芬·库里保持的NCAA第一级别单赛季最多三分命中记录（162个）。在NCAA锦标赛上，她领衔的爱荷华大学女篮再度折戟总决赛，不敌南卡大学。

## 职业生涯

### 印第安納狂熱
2024年4月，凯特琳·克拉克被WNBA球队印第安納狂熱以状元签选中。同年7月对阵纽约自由人的比赛中，她取得19分、13次助攻和12个篮板，成为WNBA史上首位取得三双的新秀球员。

## 生涯数据
NCAA第一级别最高*

### 大学联赛
| 賽季     | 球隊     | GP  | GS  | MPG  | FG%  | 3P%  | FT%  | RPG | APG  | SPG | BPG | PPG   |
| -------- | -------- | --- | --- | ---- | ---- | ---- | ---- | --- | ---- | --- | --- | ----- |
| 2020–21  | 爱荷华   | 30  | 30  | 34.0 | .472 | .406 | .858 | 5.9 | 7.0  | 1.3 | .5  | 26.6* |
| 2021–22  | 爱荷华   | 32  | 32  | 35.9 | .452 | .332 | .881 | 8.0 | 8.0* | 1.5 | .6  | 27.0* |
| 2022–23  | 爱荷华   | 38  | 38  | 34.4 | .473 | .389 | .839 | 7.1 | 8.6* | 1.5 | .5  | 27.8  |
| 2023–24  | 爱荷华   | 38  | 38  | 34.7 | .458 | .378 | .860 | 7.3 | 9.0* | 1.8 | .5  | 31.7* |
| 大学生涯 | 大学生涯 | 138 | 138 | 34.7 | .463 | .377 | .858 | 7.1 | 8.3  | 1.5 | .5  | 28.4  |